# Annekatrin Thiele
Annekatrin Thiele, född den 18 oktober 1984 i Sangerhausen i Östtyskland, är en tysk roddare.
Hon tog OS-silver i scullerfyra i samband med de olympiska roddtävlingarna 2012 i London.
Vid de olympiska roddtävlingarna 2016 i Rio de Janeiro tog hon guld i scullerfyra tillsammans med Carina Bär, Julia Lier och Lisa Schmidla. Vid olympiska sommarspelen 2020 i Tokyo slutade Thiele och Leonie Menzel på femte plats i B-finalen i dubbelsculler, vilket var totalt 11:e plats i tävlingen.